# Halemba
Halemba es un distrito en el sudoeste de Ruda Śląska, voivodato silesio, en el sur de Polonia. Se encuentra en las márgenes del río Kłodnica, afluente derecho del río Odra. Tiene una superficie de 19,6 km² y en 2006 se encontraba habitado por 26.080 personas.

## Historia
El área abarca tres asentamientos históricamente diferentes:
- Halemba (propiamente)
- Kłodnica (en alemán: Klodnitz)
- Stara Kuźnica (en alemán: Althammer)

Los primeros asentamientos aparecieron en el siglo XV, cuando el área al norte del río Kłodnica pertenecía a Kochłowice. Una herrería fue establecida allí, y el asentamiento, que creció a su alrededor, fue nombrado Halemba, en honor a uno de los herreros. Fue mencionado por primera vez en 1451.
Otro asentamiento, Stara Kuźnica, comenzó poco tiempo después de 1394, cuando los bosques situados al sur de Kłodnica fueron otorgados a un herrero Henryk, quien establecería otra herrería. Durante la agitación política causada por Matthias Corvinus, la tierra alrededor de Pszczyna fue invadida por Casimir II, Duque de Cieszyn, quién la vendió en 1517 a los magnates húngaros de la familia Thurzó, formando la ciudad-estado Pless. En el documento de ventas adjunto, emitido el 21 de febrero de 1517, el pueblo fue denominado como Kuznicze Nykowa.
El tercer asentamiento, Kłodnica, que lleva el nombre del río, se desarrolló junto a Stara Kuźnica, pero al otro lado del río, lo que constituyó también una frontera entre ducados diferentes y países estatales posteriores.
Después de la Primera Guerra Mundial en el plebiscito de la Alta Silesia, 458 de los 521 votantes en Stara Kuźnica votaron a favor de unirse a Polonia, contra 63 que optaron por quedarse en Alemania. En Halemba, fue 759 (de 916)  contra 155 (además 70 de 92 contra 21 en bienes señoriales) y en Kłodnica 228 (de 251) contra 22. Los tres asentamientos se convirtieron en parte del Voivodato de Silesia, Segunda República Polaca. Luego, fueron anexados por la Alemania Nazi a principios de Segunda Guerra Mundial. En 1942, comenzaron a construirse tanto la mina de carbón local como la central eléctrica. Tras la guerra, fue devuelto a Polonia. 
Kuźnica, Stara Kuźnica y Kłodnica se unieron y se fusionaron en Nowy Bytom en 1951, y como Nowy Bytom se fusionaron con Ruda para formar Ruda Śląska el 31 de diciembre de 1958.

## Galería

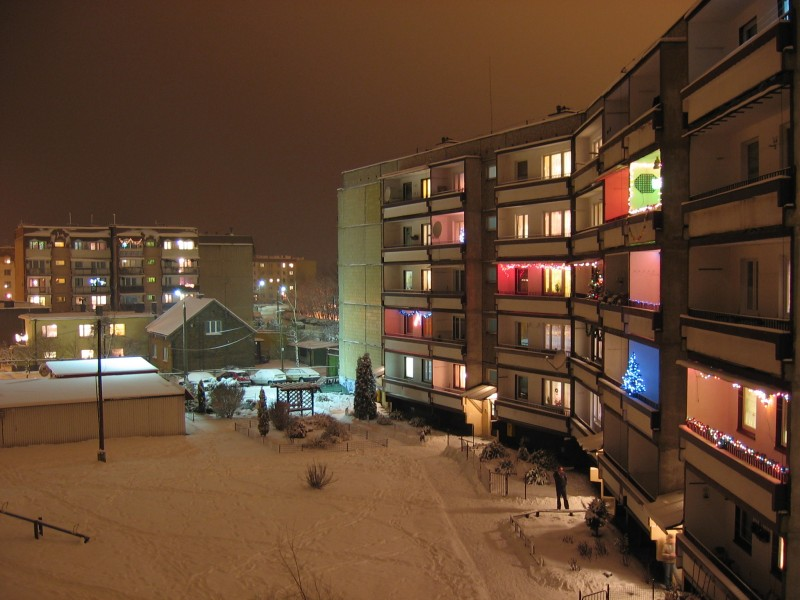
Viviendas en Halemba
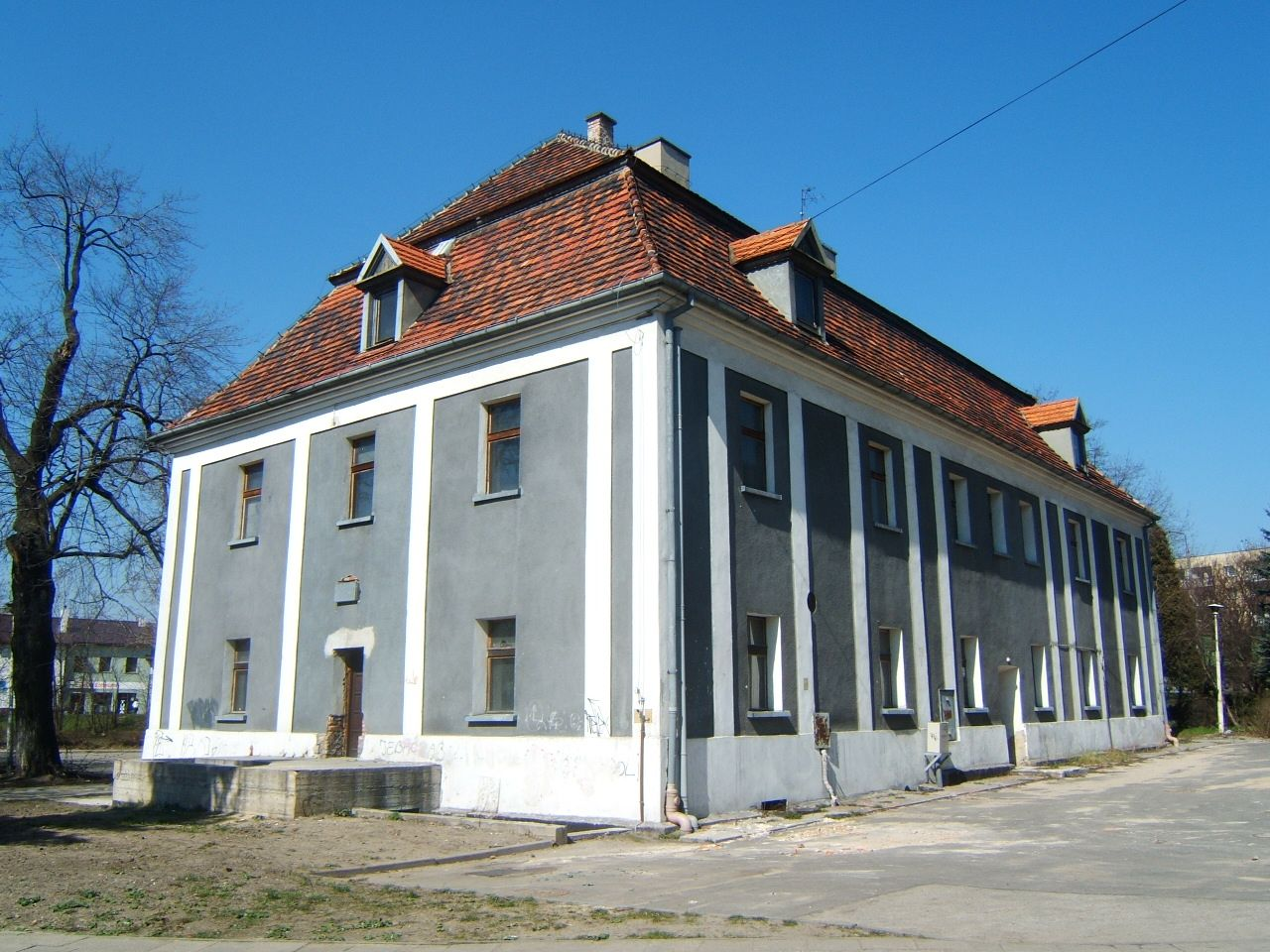
Palacio Donnersmarck